# Liste von Katzenbrunnen
In dieser Liste sind Katzenbrunnen aufgeführt, also Brunnen im öffentlichen Raum, die Katzen zum Thema haben.

## Deutschland
| Bezeichnung               | Bild           | Standort                                                                                    | Künstler                  | Errichtung Einweihung         | Weitere Informationen                                                                                  |
| ------------------------- | -------------- | ------------------------------------------------------------------------------------------- | ------------------------- | ----------------------------- | --- |
| Kater-Hiddigeigei-Brunnen | weitere Bilder | Bad Säckingen, Rathausplatz 47,552491° N, 7,949503° O                                       | Alfred Sachs              | 1978                          | nach der „epischen Charakterkatze“ in Joseph Victor von Scheffels Versepos Der Trompeter von Säckingen |
| Katzenbrunnen             | weitere Bilder | Chemnitz, an der Gebrüder-Grimm-Schule auf dem Chemnitzer Kaßberg 50,82912° N, 12,908281° O | Johannes Belz             |                               | |
| Katzenbrunnen             | weitere Bilder | Hildesheim, auf dem Marktplatz der Neustadt 52,1481° N, 9,95446° O                          | Ferdinand Seeboeck        |                               | |
| Katzenbrunnen (Löbau)     |                | Löbau, Katzenturmgäßchen 1 51,094531° N, 14,665604° O                                       | Adrian Jähne / Ludwig Pai |                               | Flachbrunnen aus Granitstein mit Katzenplastik aus Sandstein (wurde erneuert)                          |
| Katzenbrunnen             |                | Osnabrück, Innenstadt, Große Straße/Neumarkt 52,272989° N, 8,048593° O                      | Hans Gerd Ruwe            | erste Hälfte der 1970er Jahre | siehe Kunst im öffentlichen Raum in Osnabrück#Hans Gerd Ruwe                                           |
| Schwarze-Katz-Brunnen     | weitere Bilder | Zell (Mosel) 50,025412° N, 7,181585° O                                                      |                           |                               | |

## Weitere
| Bezeichnung                  | Bild           | Standort                                                              | Künstler     | Errichtung Einweihung | Weitere Informationen |                                |
| ---------------------------- | -------------- | --------------------------------------------------------------------- | ------------ | --------------------- | --------------------- | ------------------------------ |
| Katzenbrunnen                | weitere Bilder | Andenne, Bezirk Namur, Belgien 50,491111° N, 5,095833° O              | Arthur Craco | 1935                  |                       |                                |
| Brunnen (Buochs) (mit Katze) |                | Buochs, Mühlematthof (Lage)                                           | Schweiz      | Lukas Gasser          | 1988                  | Siehe Brunnen Mühlematthof in: |
| Katzenbrunnen                |                | Kansas City (Missouri), Country Club Plaza 39,041519° N, 94,590656° W |              |                       |                       |                                |
| Cat and Dog Fountain         | weitere Bilder | Stockbridge, Massachusetts (USA) 42,28208° N, 73,312371° W            |              | 1862                  |                       |                                |